# Horst Bienek

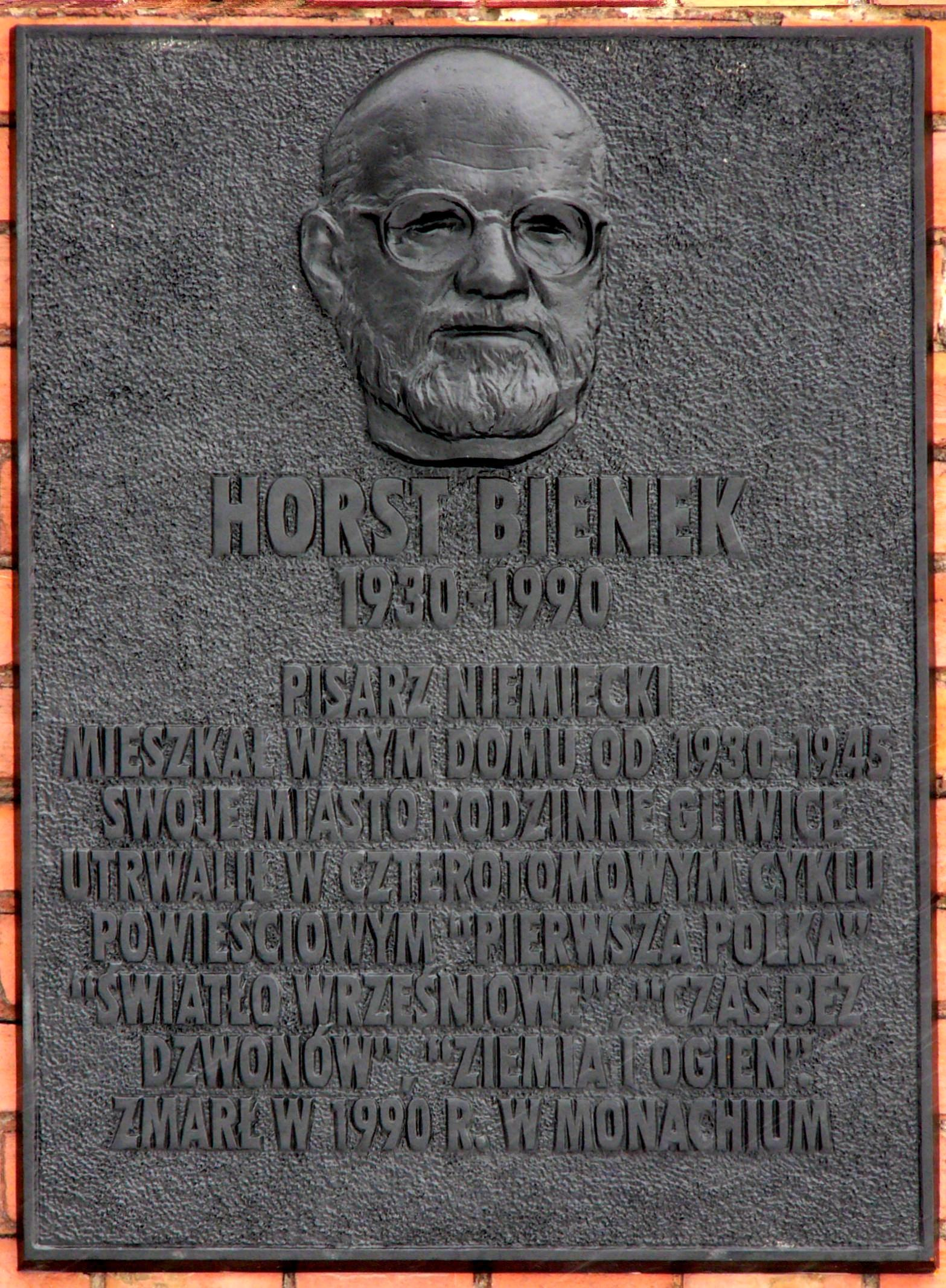
Gedenktafel in polnischer Sprache am Geburtshaus Horst Bieneks …

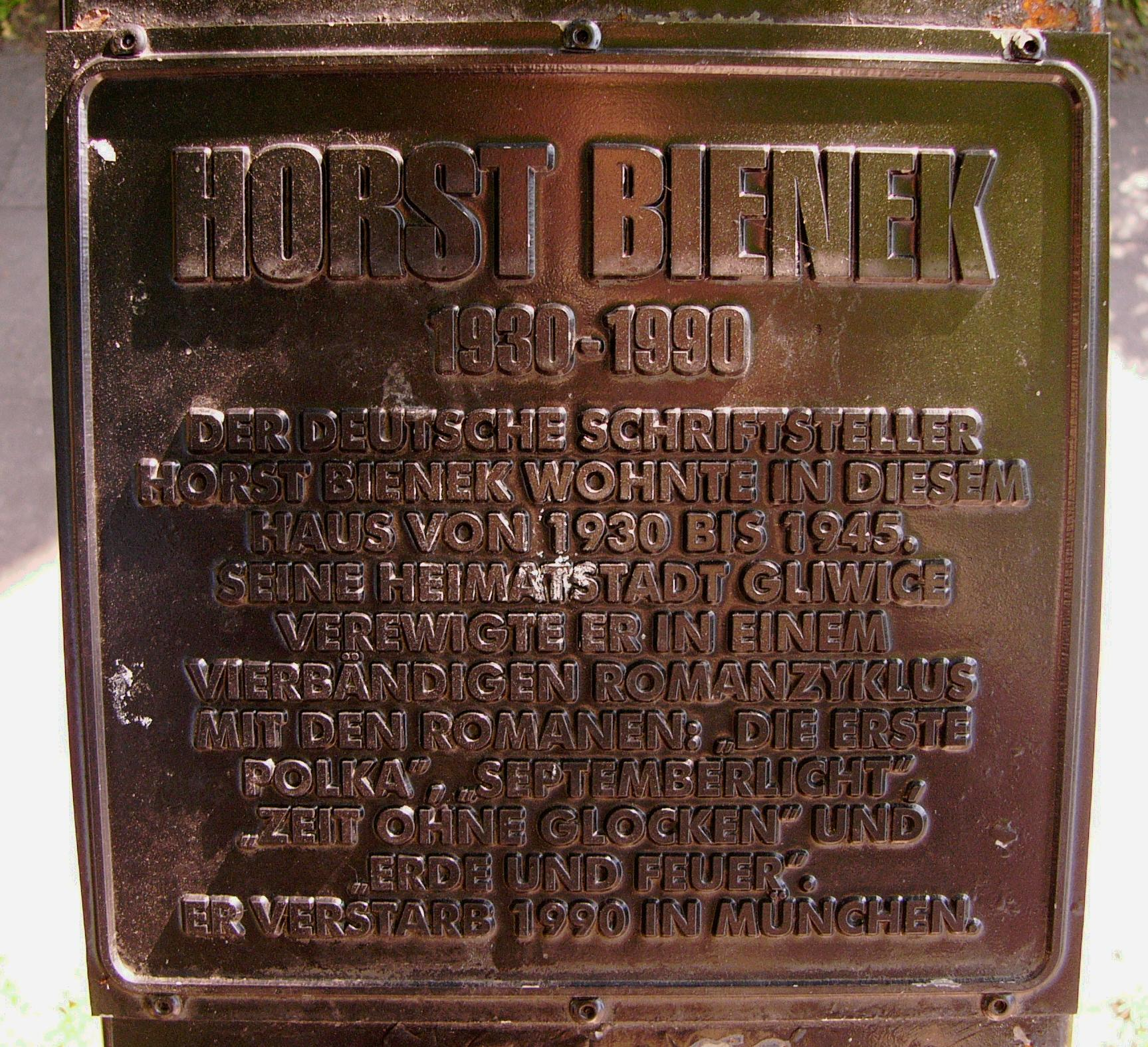
… sowie eine in deutscher Sprache

Horst Georg Bienek (* 7. Mai 1930 in Gleiwitz-Stadtwald, Oberschlesien; † 7. Dezember 1990 in München) war ein deutscher Schriftsteller, Redakteur, Regisseur, Drehbuchautor, Librettist, Lektor und bildender Künstler. 

## Leben und Wirken

### Familie
Horst Bieneks Familie, römisch-katholisch, lebte in Gleiwitz-Stadtwald. Der Vater Joahnn Hermann Bienek (1884–1961) war Lokomotivheizer bei der Deutschen Reichsbahn. Die Mutter Vally Marie, geborene Piontek (1889–1941) war Klavierlehrerin.
Nach dem deutschen Überfall auf Polen 1939 wurde der Vater versetzt und lebte bis zu seinem Tod in Salzgitter. Als die Mutter 1941 in Gleiwitz starb, blieb Horst dort in der Obhut seiner älteren Schwestern Stefanie Bienek (1916–1986) und Edeltraut Veit, geb. Bienek (1918–2012). Er besuchte die örtliche Volksschule. Horst Bienek war das jüngste von sechs Kindern. Zwei seiner drei Brüder, Hubert (1924–1945) und Werner (1926–1944) fielen als Soldaten im Zweiten Weltkrieg. Der älteste der Kinder, Leo Bienek, wurde 1911 geboren.

### 1945–1951
Von der Straßenbahn aus wurde er Zeuge des Todesmarschs der überlebenden Auschwitz-Häftlinge durch Gleiwitz, die zwischen dem 19. und dem 23. Januar 1945 Gleiwitz und Loslau erreichten. Am 23. Januar 1945 eroberte die Rote Armee Gleiwitz und unterstellte es im März 1945 der Verwaltung der Volksrepublik Polen, die es in Gliwice umbenannte. Das Elternhaus wurde beschlagnahmt. Bienek wurde zur Demontage der Werkzeugmaschinen für den Transport in die Sowjetunion zwangsverpflichtet.
Im Oktober 1945 beantragte Bienek die Ausreise in die Sowjetische Besatzungszone und reiste 1946 nur mit einem Rucksack aus. Er lebte danach zunächst in Köthen (Anhalt), wo er sich als Gelegenheitsarbeiter durchschlug. Zum 1. Januar 1949 nahm ihn die in Potsdam erscheinende Zeitung Die Tagespost als Volontär in ihre Redaktion auf. Im selben Jahr erhielt er einen Anerkennungspreis für seine Prosa.
1950 durfte er am ersten Jahrgang für Schriftsteller in Bad Saarow teilnehmen. Martin Gregor-Dellin, der damalige Leiter des „Kulturellen Beirats für das Verlagswesen“ in Ost-Berlin, ernannte ihn zu seinem Assistenten. 1951 veröffentlichte er lyrische Dichtungen in der Zeitschrift Sinn und Form (über Henri Martin, ein ehemaliges Mitglied der französischen Résistance und einen späteren Angehörigen der französischen Kriegsmarine), die Peter Huchel leitete. Im September 1951 nahm ihn Bertolt Brecht in seine Meisterklasse am Berliner Ensemble in Ost-Berlin auf.

### Verhaftung, Verurteilung und Zwangsarbeit in Workuta 1951–1955
In der Nacht vom 8. auf den 9. November 1951 nahm das Ministerium für Staatssicherheit Bienek fest und übergab ihn der sowjetischen Geheimpolizei MGB. Nach Verhören in der Untersuchungshaftanstalt Potsdam-Lindenstraße verurteilte am 5. März 1952 das Militärtribunal der „Verwaltung Rückwärtige Dienste der Gruppe der sowjetischen Besatzungstruppen in Deutschland“ Bienek wegen „antisowjetischer Propaganda“ (Art. 58-10/2 StGB der RSFSR) und „Spionage“ (Art. 58-6/1 StGB RSFSR) zu insgesamt 20 Jahren „Besserungsarbeitslager“.
Bertolt Brecht hatte sich nicht für seinen verhafteten Schüler eingesetzt. „Nach Bieneks Verhaftung hatte es im ‚Berliner Ensemble‘ eine Versammlung gegeben, um dem Inhaftierten zu helfen. Die Forderung: Man solle sich an höherer Stelle nach ihm erkundigen. Aber als eine Abordnung bei Brecht vorstellig werden will, hat der sich eingeschlossen und ist nicht zu sprechen. Wenig später wird die Weigel mutmaßen, Bienek sei wohl doch ein Spion gewesen.“
Bienek verbüßte seine Strafe im Gulag in der Sowjetunion. Er musste zuerst zwischen Nord-Ural und Eismeer im Arbeitslager Workuta unter Tage im Steinkohlenbergbau arbeiten und später in Swerdlowsk im Wohnungsbau. Nach vier Jahren kam er im Oktober 1955 im Zuge der „Heimkehr der Zehntausend“ frei und wurde auf eigenen Wunsch in die Bundesrepublik Deutschland abgeschoben.
„Er lernte unter den Zwangsarbeitern die russische Sprache lieben und dann auch die russische Literatur; er nahm am Häftlingsaufstand von Workuta im Sommer 1953 teil; er schrieb Gedichte auf Toilettenpapier, die er in Zahnpastatuben versteckte und hinausschmuggeln konnte, als er am 9. Oktober 1955“ von Eisenach nach Salzgitter-Lebenstedt bei Braunschweig, wo sein mittlerweile wieder verheirateter Vater lebte, entlassen wurde. Dreizehn Jahre später verarbeitete er die Erfahrungen aus Untersuchungs- und Lagerhaft in seinem Roman Die Zelle (1968).

### 1955–1990
Da sich Bienek mit seinem Vater auch jetzt nicht verstand, zog er bald weiter zu seiner Schwester Edeltraut, die in Burbach bei Köln wohnte und ihm durch ihre Unterstützung „seinen zweiten Weg als Schriftsteller“ ebnete.
Von 1957 bis 1961 arbeitete er unter anderem als Kulturredakteur beim Hessischen Rundfunk und von 1959 bis 1961 mit Hans Platschek als Herausgeber der Zeitschrift Blätter + Bilder, ab 1961 als Verlagslektor beim Deutschen Taschenbuch Verlag (dtv). 1965 ließ er sich als freier Schriftsteller in Ottobrunn bei München nieder und wurde „zu einer der Zentralgestalten des deutschen Kulturlebens. Reisen mit Vorträgen und Lesungen führen ihn durch Europa, Amerika und Australien. Für sein filmisches und literarisches Werk wird er vielfach ausgezeichnet.“
Neben seiner eigenen literarischen Tätigkeit betreute er die neue reihe beim dtv, in der vorrangig schwer verkäufliche Texte erschienen. Mit einer großen Zahl von Vor- oder Nachworten begleitete er engagiert das Werk vieler, auch noch nicht etablierter Schriftstellerkollegen. Ab 1970 war er Mitglied der Deutschen Akademie für Sprache und Dichtung. 1983 zeichnete ihn David Hockney. Im Mai 1987 reiste er mit polnischem Visum nach Schlesien und veröffentlichte 1988 die Autobiografie Reise in die Kindheit beim Carl Hanser Verlag. Bis 1990 war er außerdem Leiter der Literaturabteilung an der Bayerischen Akademie der Schönen Künste.
Horst Bienek starb im Dezember 1990 in München an den Folgen einer zu jener Zeit noch nicht behandelbaren HIV-Infektion. Er soll seit 1987 von seiner Erkrankung gewusst haben. Die Grabstätte befindet sich auf dem Parkfriedhof in Ottobrunn.

### Rehabilitierung
Nach Bieneks Tod stellte Horst Hennig in eigener Sache mit Unterstützung von Bieneks Schwester Edeltraut 1994 einen Rehabilitierungsantrag; die Rehabilitierung erfolgte am 1. September des gleichen Jahres durch die Generalstaatsanwaltschaft der Russischen Föderation. Durch diesen Vorgang ergab sich eine erstmalige Akteneinsicht und Kenntnis der Bienek vorgeworfenen Straftaten: Bieneks Name tauchte im Adressbuch des in den Westen übergelaufenen SED-Funktionärs Günter Grell auf, der zurück nach Ost-Berlin entführt wurde. Diesem hatte Bienek auf dessen Wunsch ein frei verkäufliches Adressbuch der Einwohner Potsdams übergeben. Der zweite Vorwurf bezog sich auf zwei bei der Hausdurchsuchung bei Bienek gefundene politisch verbotene Bücher sowie eine Stalin-Karikatur und Stern-Material zur „Roten Kapelle“. Nach der Prüfung der Unterlagen stellte die russische Generalstaatsanwaltschaft fest, dass Horst Bienek ohne Grund und aus politischen Motiven verurteilt worden war und postum rehabilitiert wird.

## Zum Werk
Freunde und Kollegen hatten Bienek 1990 gefragt, warum er nicht über seine Erlebnisse in Workuta geschrieben habe. Daraufhin machte er sich an diese Arbeit, die aber wegen seines Todes unvollendet blieb. Trotzdem stellte sein Verleger Michael Krüger die Fragmente zusammen und gab sie 2013 mit einem Nachwort versehen im Göttinger Wallstein Verlag heraus.
Bieneks Werk zeichnete sich von Anfang durch eine hohe Sprachsensibilität aus. Sein literarischer Antrieb war ästhetischer Art, die ethische Komponente wurde durch die erlittenen Gefangenschafts- und Gewalterfahrungen aufgezwungen. Seine Literatur kreist um die innere und äußere Selbstbehauptung des Menschen gegenüber einem übermächtigen Staat, aber hinter subjektiven Erfahrungen dringt er in tiefere Schichten gesellschaftlicher Zustände vor.
Vor allem für seine in zahlreiche Sprachen übersetzte autobiografisch gefärbte Gleiwitzer Roman-Tetralogie erhielt Horst Bienek zahlreiche internationale Literaturpreise. Testamentarisch vermachte er seinen literarischen Nachlass der Gottfried Wilhelm Leibniz Bibliothek in Hannover, die Rechte an seinen Werken der Bayerischen Akademie der Schönen Künste, die aus der daraus hervorgegangenen Horst-Bienek-Stiftung nunmehr zweijährlich den Horst-Bienek-Preis für Lyrik verleiht.
Bieneks einer verlorenen Heimat gewidmete Prosa besitzt einen vergleichbaren Stellenwert in der deutschen Nachkriegsliteratur wie die Werke von Günter Grass, Walter Kempowski oder Johannes Bobrowski. „Horst Bieneks ‚Gleiwitzer Tetralogie‘ etwa wird aus gutem Grund Grass’ ‚Danziger Trilogie‘ zur Seite gestellt und könnte sich auch an Bobrowskis großen Romanen ‚Levins Mühle‘ und ‚Litauische Claviere‘ messen lassen.“
Sein umfangreiches Tagebuchwerk, das mehrere tausend Seiten umfasst und das Bienek der Gottfried Wilhelm Leibniz Bibliothek vermacht hat, wurde 2024 im Carl Hanser Verlag veröffentlicht. Er setzt sich darin unter anderem quälend mit seiner Homosexualität und seinem katholischen Glauben auseinander. Ende der 1980er Jahre dominieren dann zwei Themen: der Zusammenbruch der Staaten des Warschauer Paktes und seine schwere Erkrankung.

## Bienek als bildender Künstler
Bienek war zudem auch autodidaktisch als Zeichner und Bildhauer aktiv. U. a. für die Reihe Signatur schuf er eine Serie von Collagen zum Thema „Torso“ aus Silber- und Goldfolie auf farbigem Papier sowie Zeichnungen und Gouachen.

## Auszeichnungen
- Literaturpreis für junge Autoren des Kulturbundes zur demokratischen Erneuerung Deutschlands für seine Erzählung Warum[28] – (1948, zs. mit Christa Reinig)
- Stipendium der Villa Massimo Rom (1960)
- Dokumentarfilmpreis in Oberhausen (1966)
- Bayerischer Kunstförderpreis (1967)
- Literaturpreis der Stadt Bremen (1969)
- Bundesfilmpreis für die Beste Nachwuchsregie für Die Zelle (1971)
- Hermann-Kesten-Preis gestiftet vom Verlag R. S. Schulz, Percha am Starnberger See (1975)[29]
- Wilhelm Raabe-Preis der Stadt Braunschweig, für Die erste Polka und Septemberlicht (1978)
- Kulturpreis Schlesien des Landes Niedersachsen (1978)
- Nelly-Sachs-Preis (1981)
- Andreas-Gryphius-Preis (1983; bereits 1967 die „Ehrengabe“)
- Verdienstkreuz 1. Klasse der Bundesrepublik Deutschland (1983)
- Eichendorff-Medaille (1986)[30]
- Friedrich-Schiedel-Literaturpreis der Stadt Bad Wurzach (1987)
- Jean-Paul-Preis (1989)[31] zur Würdigung des literarischen Gesamtwerks.
- Mainzer Stadtschreiber (1989)

## Mitgliedschaften (Auswahl)
- seit 1968 Mitglied des P.E.N.- Zentrums Bundesrepublik Deutschland
- 1968: Aufnahme in die Bayerischen Akademie der Schönen Künste
- 1970: Aufnahme in die Deutschen Akademie für Sprache und Dichtung
- 1982 trat er unter Protest aus dem Verband deutscher Schriftsteller (VS) aus

## Werke (Auswahl)
- Traumbuch eines Gefangenen. (1957)
- Nachtstücke. (1959)
- Gleiwitzer Kindheit. (1965)
- Werkstattgespräche mit Schriftstellern. (1962)
- Die Zelle. (1968)
- Bakunin. Eine Invention. Carl Hanser, München 1970.
- Solschenizyn und andere Aufsätze. Carl Hanser, München 1972, ISBN 3-446-11559-5.
- Die Zeit danach. Verlag Eremiten-Presse, Düsseldorf 1974, ISBN 3-87365-054-1.
- Gleiwitz. Eine oberschlesische Chronik in vier Romanen. Carl Hanser, München.
  - Die erste Polka. 1975, ISBN 3-446-12055-6.
  - Septemberlicht. 1977, ISBN 3-446-12411-X.
  - Zeit ohne Glocken. 1979, ISBN 3-446-12819-0.
  - Erde und Feuer. 1982, ISBN 3-446-13611-8.
- Gleiwitzer Kindheit. Gedichte aus 20 Jahren. Carl Hanser, München 1976, ISBN 3-446-12270-2.
- Beschreibung einer Provinz. Aufzeichnungen, Materialien, Dokumente. Carl Hanser, München 1983, ISBN 3-446-13780-7.
- Königswald oder die letzte Geschichte. Hanser, München/Wien 1984, ISBN 3-446-14135-9.
  - als dtv-Taschenbuch mit dem Titel: Königswald. Eine Novelle. München 1987, ISBN 3-423-10801-0.
- Der Blinde in der Bibliothek: literarische Portraits. Carl Hanser, München 1986, ISBN 3-446-14526-5.
- als Hrsg.: mit Ursula Ebell-Schwager (Illustratorin): Schlesischer Bilderbogen. Siedler Verlag, München 1986, ISBN 3-88680-248-5.
- Das allmähliche Ersticken von Schreien: Sprache und Exil heute ; Münchner Poetik-Vorlesungen. München 1987, ISBN 3-446-15011-0.
- Reise in die Kindheit. Wiedersehen mit Schlesien. Carl Hanser Verlag, München 1988, ISBN 3-446-15288-1.
- Birken und Hochöfen. Eine Kindheit in Oberschlesien. Siedler, Berlin 1990, ISBN 978-3-88680-372-9.
- Workuta. Mit einem Nachwort von Michael Krüger. Wallstein-Verlag, Göttingen 2013, ISBN 978-3-8353-1230-2.[32]
- Es gibt nur die Kunst, die Liebe und den Tod. Dazwischen gibt es nichts: die Tagebücher 1951-1990. Hrsg. von Daniel Pietrek, Gisela vom Bruch und Michael Krüger. Carl Hanser, München 2024. ISBN 978-3-446-27744-1

### Gedichte (Auswahl)
- Bericht (Die Purga[33] zerstört den Pfau, die Rose, die Sonne)
- Der Mythos Zeit (Der Mythos Zeit zerbricht in Scherben)[34]

## Hörspiele
- Sechs Gramm Caratillo. (HR 1960), Solo-Hörspiel mit Klaus Kinski[35]
- Einzelzelle. (DLF 1966)
- Das Gesicht, das mein Gesicht gefangen hält. (WDR 1982)

## Verfilmungen
- Die Zelle (1970), Drehbuch und Regie: Horst Bienek
- Die erste Polka (1978), Regie: Klaus Emmerich
- Schloß Königswald (1987), Drehbuch: Horst Bienek, Regie: Peter Schamoni

## Film
- Jede Straße führt in die Kindheit, Der Schriftsteller Horst Bienek. Ein Film von Vera Botterbusch, 45 Min. BR 1990.